# Brombenzviadukt
Das Brombenzviadukt, auch Landwasserviadukt in den Zügen, ist eine Eisenbahnbrücke der Bahnstrecke Davos Platz–Filisur der Rhätischen Bahn (RhB) im Kanton Graubünden in der Schweiz.
Die Brücke in der Zügenschlucht befindet sich auf dem Streckenabschnitt zwischen den Bahnhöfen Davos Monstein und Davos Wiesen, genauer zwischen den Tunnels Brombenz I und Brombenz II, wo sie das Landwasser und die alte Kantonsstrasse durch die Schlucht überquert. Bei dem Viadukt handelt es sich um eine 43,5 m lange und 22,5 m hohe Bogenbrücke aus Spitzsteinmauerwerk, mit einer Stützweite von 27,3 m. Der Bogen wurde zwischen dem 25. August und dem 22. September 1908 gemauert, am 29. September desselben Jahres wurde das Lehrgerüst abgesenkt. Am 1. Juli 1909 wurde die Bahnstrecke eröffnet.
Während des Zweiten Weltkriegs wurde an der Brücke von der Schweizer Armee ein Sprengobjekt angebracht.

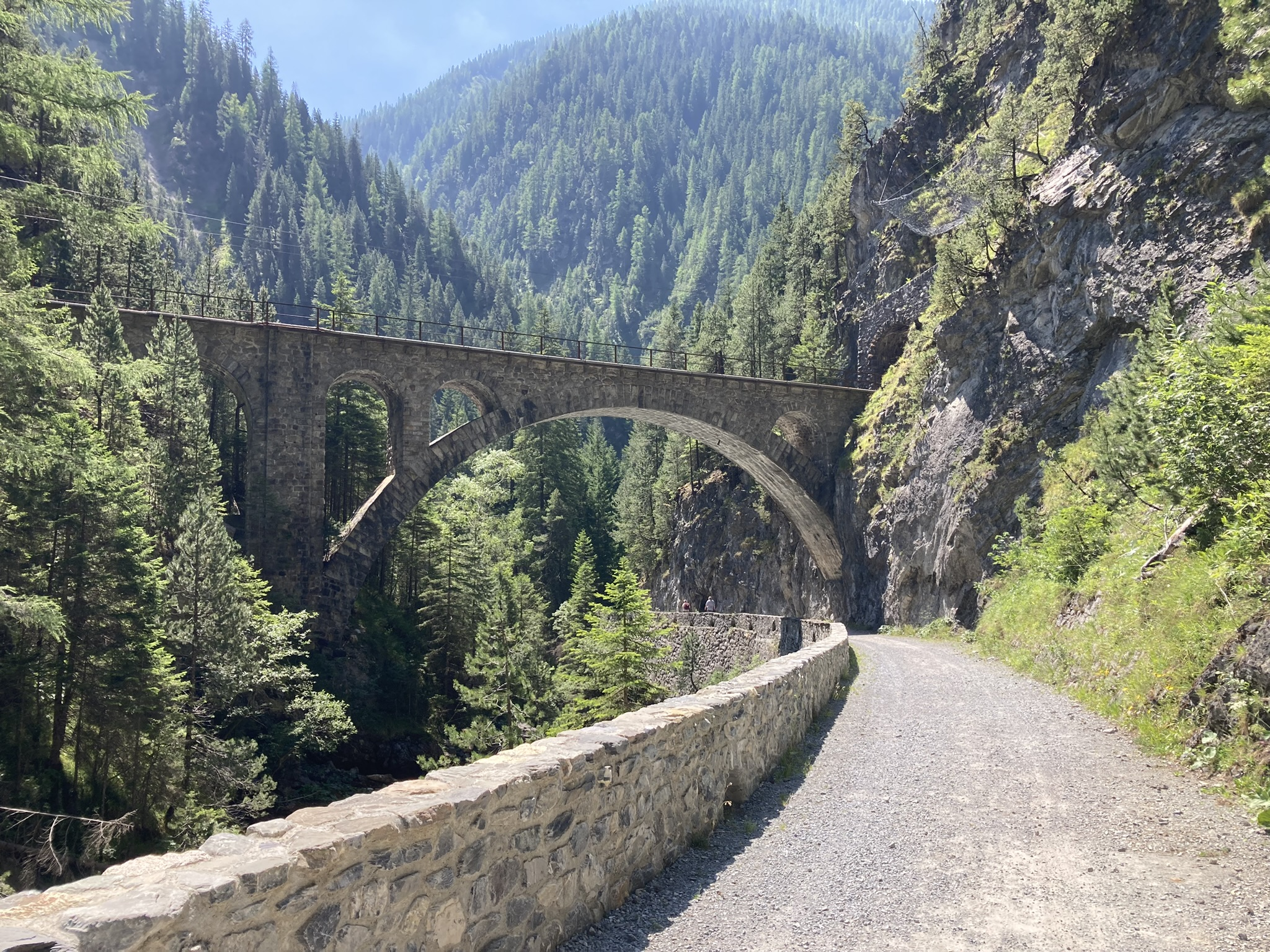
Ansicht der Nordseite
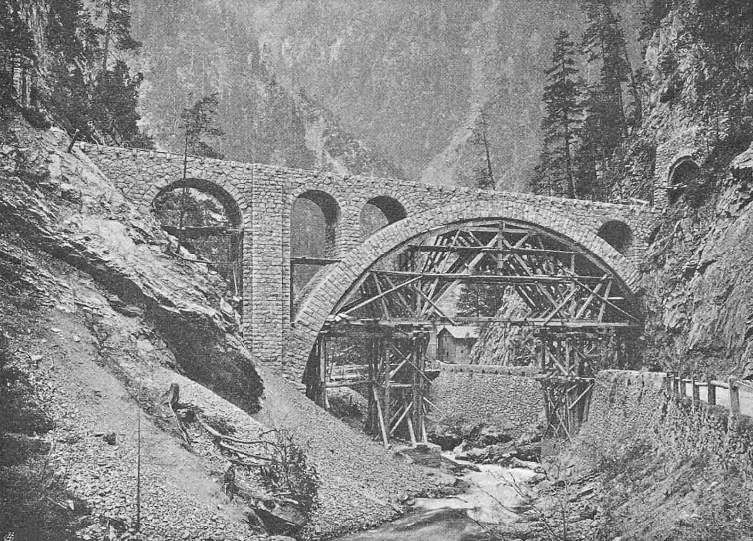
Bau des Viadukts mit Lehrgerüst